# Valèria (esposa de Sul·la)
Valèria (en llatí Valeria) va ser la darrera esposa de Luci Corneli Sul·la. Era filla de Marc Valeri Messal·la, i formava part de la gens Valèria, una antiga família romana d'origen patrici.
Va atreure l'atenció de Sul·la al teatre i s'hi va casar al capaltard de la seva vida. Poc després de la mort del dictador, a Valèria li va néixer una filla, Cornèlia Pòstuma. Plutarc diu que Valèria era germana de l'orador Hortensi però això és un error derivat del fet que la germana d'Hortensi es va casar amb un Valeri Messal·la.